# Sherlock Holmes (serial din 1951)
Sherlock Holmes (sau We Present Alan Wheatley as Mr Sherlock Holmes in...) este un serial TV din 1951 produs de BBC cu Alan Wheatley ca Sherlock Holmes, Raymond Francis ca  Dr. Watson și Eric Maturin în rolul Colonelului Moran. Este primul serial pentru televiziune bazat pe seria de povestiri cu Sherlock Holmes.

## Distribuție
- Alan Wheatley ca Sherlock Holmes (6 episoade)
- Raymond Francis - Dr. Watson (6 episoade)
- Iris Vandeleur - Mrs. Hudson (5 episoade)
- Bill Owen - Inspector Lestrade (4 episoade)
- Donald Kemp - PC Barker (3 episoade)
- Pamela Barnard - 1st Nursemaid (3 episoade)
- Sebastian Cabot - Jabez Wilson (1 episod)
- Alan Judd - King of Bohemia (1 episod)
- Stanley Van Beers - Inspector Forrester (1 episod)
- Olga Edwardes - Irene Adler (1 episod)
- Alvys Maben - Lady Hilda Trelawney Hope (1 episod)
- Eric Maturin - Colonel Moran (1 episod)
- Henry Oscar - Mr. Culverton Smith (1 episod)
- Martin Starkie - Vincent Spaulding (1 episod)
- H.G. Stoker - Colonel Hayter (1 episod)
- Larry Burns - Duncan Ross (1 episod)
- Clement Hamelin - Tall thin man (1 episod)
- Thomas Heathcote - Alec Cunningham (1 episod)
- John Robinson - Mr. Trelawney Hope (1 episod)
- John Stevens - Godfrey Norton (1 episod)
- Beckett Bould - Mr. Cunningham (1 episod)
- Arthur Goullet - Mr. Merryweather (1 episod)
- John Le Mesurier - Eduardo Lucas (1 episod)
- Michael Raghan - Old cabby (1 episod)
- J. Leslie Frith - The Premier (1 episod)
- Victor Platt - PC Perkins (1 episod)
- Nicholas Tannar - Hopeful applicant (1 episod)
- Iris Williams - 2nd Nursemaid (1 episod)
- Clarence Bigge - Butler (1 episod)
- Christopher Hodge - Rejected applicant (1 episod)
- Sam Kydd - Unimpressed onlooker (1 episod)
- Betty Turner - Housekeeper (1 episod)
- Tony Burton - 1st Errand boy (1 episod)
- Gordon Phillott -  Mr. Acton (1 episod)
- Meadows White - Ostler (1 episod)
- Vernon Gibb - Ostler (1 episod)
- Eddie Sutch - 2nd Errand boy (1 episod)
- John Vere - Butler (1 episod)
- John Fitzgerald - Ostler (1 episod)
- Max Barrett (1 episod)
- John Boddington (1 episod)
- Geoffrey Chater (1 episod)
- Eric Dodson (1 episod)
- Alexis Milne (1 episod)
- Florence Viner (1 episod)
- Edmond Warwick  (1 episod)

## Episoade
| Nr. | Titlu                   | Regia | Scenariu                               | Premiera TV       |
| --- | ----------------------- | ----- | -------------------------------------- | ----------------- |
| 1 | „The Empty House”       |       | Sir Arthur Conan Doyle și C.A. Lejeune | 20 octombrie 1951 |
| Dr. Watson asistă la investigarea uciderii lui Ronald Frances Adair și este șocat de revenirea neașteptată a lui Sherlock Holmes despre care se presupunea că este mort. Împreună, cei doi o prind pe ultima sluga rămasă a dușmanului lui Sherlock, Moriarty.                              |                         |       |                                        |                   |
| 2 | „A Scandal in Bohemia”  |       | Sir Arthur Conan Doyle și C.A. Lejeune | 27 octombrie 1951 |
| Holmes este contactat de către regele Boemiei. Monarhul vrea ca Holmes să caute o fotografie aflată în posesia domnișoarei Irene Adler, fotografie pe care aceasta o poate folosi pentru a-l șantaja. În ciuda eforturilor lui Holmes, Irene Adler este întotdeauna cu un pas înaintea lui. |                         |       |                                        |                   |
| 3 | „The Dying Detective”   |       | Sir Arthur Conan Doyle și C.A. Lejeune | 3 noiembrie 1951  |
| Adelaide Savage îi cere lui Holmes și lui Watson să-l investigheze pe soțul ei, Victor. Victor Savage este dependent de opiu și este influențat de vărul său cel rău Culverton Smith, care intenționează să preia averea familiei Savage.                                                   |                         |       |                                        |                   |
| 4 | „The Reigate Squires”   |       | Sir Arthur Conan Doyle și C.A. Lejeune | 17 noiembrie 1951 |
| 5 | „The Red Headed League” |       | Sir Arthur Conan Doyle și C.A. Lejeune | 24 noiembrie 1951 |
| Holmes și Watson investighează un post vacant ciudat solicitat de domnul Wilson pierdut două luni mai târziu. Holmes consideră acest lucru doar o pregătire a domnului pentru un jaf bancar.                                                                                                |                         |       |                                        |                   |
| 6 | „The Second Stain”      |       | Sir Arthur Conan Doyle și C.A. Lejeune | 1 decembrie 1951  |
| Sherlock Holmes trebuie să caute un document top-secret fără a trezi suspiciunile publicului. După mai multe zile de investigări, Holmes rezolvă cazul. |                         |       |                                        |                   |